# Pins Grossos
Els Pins Grossos és una zona semiboscosa del Moianès, a cavall dels termes municipals de Granera i de Monistrol de Calders.
Està situada a l'extrem sud-oriental del terme, de manera que el termenal entre els dos termes esmentats passa pel mig dels Pins Grossos. És a l'extrem de migdia del Serrat dels Ermots del Coll i de la Solella del Coll, a la dreta del torrent de l'Om. Són al sud-oest de la masia del Coll i a ponent de la de la Roca.
Aquesta zona sofrí molt intensament el gran incendi forestal del 2003.